# Под фригийской звездой
Под фригийской звездой (пол. Pod gwiazdą frygijską) — польский чёрно-белый художественный фильм, снятый в 1954 году режиссёром Ежи Кавалеровичем по одноименному роману Игоря Неверли «Памятка с фабрики „Целлюлоза“».

## Сюжет
Является продолжением фильма «Целлюлоза» (1953). Повествует о дальнейшей судьбе главного героя фильма «Целлюлоза» польского коммуниста Щенсного. Действие разворачивается на фоне борьбы компартии Польши с авторитарным политическим санационным режимом в Польше в 1926—1939 гг.
Одной из главных сюжетных линий фильма являются уличные манифестации, подпольные типографии, борьба с провокаторами, их ликвидация, второй основной линией — любовь главного героя и его партийного товарища — Магды.

## В ролях
- Юзеф Новак — Щенсный
- Люцина Винницка — Магда
- Тадеуш Кондрат— портной Натан Любарт
- Войцех Загурский — провокатор
- Станислав Ясюкевич — Болеслав Гомбиньский, провокатор
- Зофья Перчинская — сестра Щенсного
- Станислав Мильский — отец Щенсного
- Ядвига Анджеевская — Томчевская
- Александер Севрук — Вайшиц, начальник полиции
- Феликс Хмурковский — староста
- Людвик Бенуа  — перевозчик
- Тадеуш Фиевский — кучер
- Сатурнин Буткевич — мясник Евстахий Клещ
- Казимеж Опалиньский — сапожник Непомуцен Ломпец
- Ежи Вальчак — оратор
- Вацлав Ковальский — коммунист
- Казимеж Вихняж — коммунист
- Малгожата Лёрентович-Янчар — начальница Вайшикова
- Збигнев Юзефович
- Янина Трачикувна и др.

## Награды
- 1954 - режиссёр Ежи Кавалерович — Премия «За борьбу за социальный прогресс» на международном кинофестивале в Карловых Варах (ЧССР)
- 1955 - режиссёр Ежи Кавалерович — Государственная премия I степени ПНР
- 1955 - Станислав Мильский за исполнение роли отца Щенсного — Государственная премия II степени  ПНР
- 1955 - Юзеф Новак — за исполнение главной роли Щенсного — Государственная премия II степени  ПНР
- 1955 - Люцина Винницка — Государственная премия ПНР